# مهرخواست
مهرخواست (پارسی میانه: Mihrxwāst) یکی از نجیب‌زادگان ساسانی در سده سوم میلادی در زمان حکومت شاپور یکم و گنجور (خزانه‌دار) دربار بود.

## زندگی

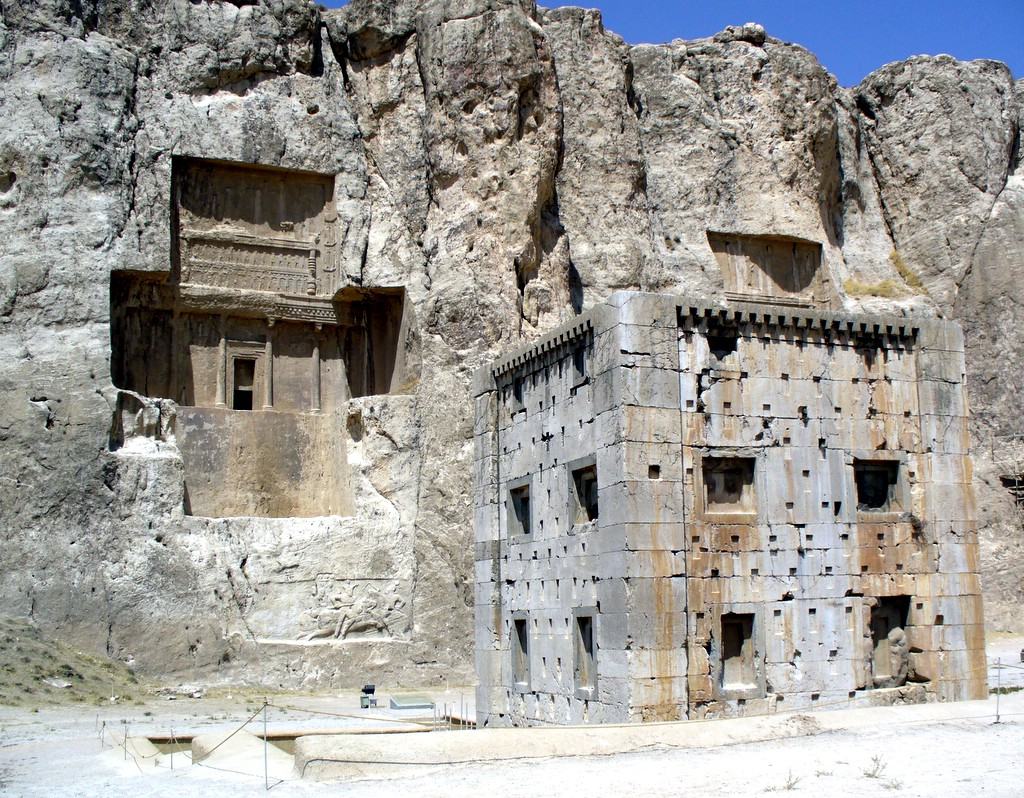
کعبه زرتشت، جایی که سنگ‌نوشته شاپور یکم حک شده‌است

از او در سنگ‌نوشته شاپور یکم بر کعبه زرتشت یاد شده‌است. او در این سنگ‌نوشته در میان ۶۷ نجیب‌زاده در رتبهٔ پنجاه‌وچهار قرار دارد. با توجه به جایگاهش می‌توان حدس زد که او یک خواجه باشد. اطلاعات دیگری از زندگی او در دست نیست.